# Compagnons de Saint François
 (septembre 2024).
La mise en forme du texte ne suit pas les recommandations de Wikipédia : il faut le « wikifier ».
Les points d'amélioration suivants sont les cas les plus fréquents. Le détail des points à revoir est peut-être précisé sur la page de discussion.
- Les titres sont pré-formatés par le logiciel. Ils ne sont ni en capitales, ni en gras.
- Le texte ne doit pas être écrit en capitales (les noms de famille non plus), ni en gras, ni en italique, ni en « petit »…
- Le gras n'est utilisé que pour surligner le titre de l'article dans l'introduction, une seule fois.
- L'italique est rarement utilisé : mots en langue étrangère, titres d'œuvres, noms de bateaux, etc.
- Les citations ne sont pas en italique mais en corps de texte normal. Elles sont entourées par des guillemets français : « et ».
- Les listes à puces sont à éviter, des paragraphes rédigés étant largement préférés. Les tableaux sont à réserver à la présentation de données structurées (résultats, etc.).
- Les appels de note de bas de page (petits chiffres en exposant, introduits par l'outil «  Source ») sont à placer entre la fin de phrase et le point final[comme ça].
- Les liens internes (vers d'autres articles de Wikipédia) sont à choisir avec parcimonie. Créez des liens vers des articles approfondissant le sujet. Les termes génériques sans rapport avec le sujet sont à éviter, ainsi que les répétitions de liens vers un même terme.
- Les liens externes sont à placer uniquement dans une section « Liens externes », à la fin de l'article. Ces liens sont à choisir avec parcimonie suivant les règles définies. Si un lien sert de source à l'article, son insertion dans le texte est à faire par les notes de bas de page.
- La présentation des références doit suivre les conventions bibliographiques. Il est recommandé d'utiliser les modèles {{Ouvrage}}, {{Chapitre}}, {{Article}}, {{Lien web}} et/ou {{Bibliographie}}. Le mode d'édition visuel peut mettre en forme automatiquement les références.
- Insérer une infobox (cadre d'informations à droite) n'est pas obligatoire pour parachever la mise en page.

Pour une aide détaillée, merci de consulter Aide:Wikification.
Si vous pensez que ces points ont été résolus, vous pouvez retirer ce bandeau et améliorer la mise en forme d'un autre article.
Les Compagnons de saint François sont un mouvement chrétien souhaitant marcher dans les pas de saint François d'Assise. Ils privilégient ainsi les valeurs défendues par ce dernier : la paix, la tolérance et la fraternité, l’amour de la nature, le goût de l’aventure, la simplicité et la joie de vivre.
Pour cela, les compagnons se réunissent au cours de pèlerinages ou routes (nationales et internationales), à pied pendant une dizaine de jours, en groupe d'une vingtaine de personnes, équipés d'un sac à dos, couchant à même le sol.
Le mouvement est une branche laïque de la famille franciscaine et vise à rapprocher des personnes de tous les âges, de nationalités, de cultures et de convictions différentes autour de réflexions spirituelles ou autres.
Il n'est demandé d'engagement d'aucune sorte. Toutes les charges, y compris l'animation spirituelle, le sont selon le mode de l'autogestion, chacun étant appelé à participer à la vie du mouvement selon ses moyens pour aider à la préparation des itinéraires et des étapes, des temps de prière, des temps de discussions sur le thème d'année, des tâches matérielles quotidiennes, des veillées, des jeux, des chants.
Les compagnons sont principalement issus de huit pays, Allemagne, Angleterre, Belgique, Espagne, France, Pays-Bas, Portugal et Suède, même si d'autres pays sont représentés (ex.: Burundi) le mouvement se veut ouvert à tous.

## Saint François d'Assise
Attaché à saint François et aux franciscains, Joseph Folliet rejoint le Tiers Ordre franciscain séculier, devenu Ordre franciscain séculier. Il partage avec le frère capucin Gratien du couvent de Paris le choix pour la République. Il explique lors d'une conférence les traits essentiels d'un laïc franciscain: Le laïc franciscain est  pauvre, humble, chaste, ascète, pacifique et joyeux. Une partie des membres du  Tiers Ordre faisait le lien entre sa foi catholique et son engagement militant. En effet, le pape Léon XIII, voulait faire du Tiers Ordre, auquel il était lié en tant que franciscain, l’instrument privilégié de sa « révolution sociale ».
Parmi les membres de clergé régulier on trouve aussi des Compagnons qui ont voulu aider le mouvement. Certains étaient capucins et d'autres dominicains. En effet leurs ordres sont très proches au niveau du charisme, ce sont deux ordres mendiants.  Et bien sûr, il s'agissait de marcher à la suite du dominicain allemand Francis Maria Stratmann (O.P.). On trouve le dominicain français Louis Bourdon (O.P.), les dominicains espagnols Juan Garitano (O.P.), Jose Antonio Lobo (O.P.), Alberto Ruiz (O.P.), sœur Chayo (O.P.), un capucin français Claude Furda dit Père Isaïe (O.F.M. † 07/03/2017), un capucin français Francis Scandella (O.F.M. † 27/04/2020 au couvent d'Angers).
Aujourd'hui saint François d'Assise continue d'inspirer des mouvements ambitieux comme Franciscans International (en), créé en 1989, qui agit au niveau d'Organisation des Nations unies en faveur des droits de l'homme pour s'attaquer aux causes profondes des injustices.
La figure de saint François d'Assise continue d'être évoquée au sein du monde catholique et a du sens avec l'association.
- Quand on aborde des sujets comme l'écologie. L'encyclique Laudato Si reprend le Cantique des Créatures.  Lors de leur marche d'été, les Compagnons peuvent contempler la nature (dans la mesure du possible). Cette contemplation fait partie de la spiritualité franciscaine.
- Quand on aborde des sujets comme la paix, à la suite de sa rencontre avec le Sultan et sa prière pour la paix qu'on lui attribue au XIXe siècle. 
- La pauvreté. Elle est vécue par la non appropriation et le détachement. Durant le temps de leurs marches, les Compagnons se font pauvres, ils sont itinérants et ne louent pas les lieux où ils dorment (dans la mesure du possible). Ils renoncent à des éléments de confort matériels (un lit, une douche individuelle) et spirituels (indépendance par exemple dans l'organisation de sa journée). Ce n'est pas une mortification gratuite mais le moyen d'entrer dans un monde où le spirituel a plus de place. Dans la règle de 1223, François exhorte ses frères de ne pas se déplacer à cheval, et donc d'aller à pieds.
- La fraternité. C'est le nivellement. À Assise, François avait vu les inégalités entre maiores, les membres des lignages nobles, et le reste des citoyens, les minores. Il s'était battu contre la ville de Pérouse où les nobles chassés d'Assise s'étaient réfugiés. Cette valeur est simplement religieuse: face à Dieu, les hommes sont égaux et ont même origine. Mais elle est particulièrement importante pour saint François avec deux orientations. Vers l'extérieur entre les frères franciscains et les simples chrétiens, voire entre les croyants  « Il voulait que règne l’union entre grands et petits, que savants et simples communient à la même fraternelle affection, que la puissance de l’amour rapproche ceux que séparait la distance...» (2 Cel. 191) et vers l'intérieur à l'intérieur des communautés entre les frères franciscains eux-mêmes. La prise en charge des différentes tâches d'organisation des routes et le déroulé des routes elles-mêmes ne peut se faire sans un esprit d'aide fraternelle en veillant aux autres. En disant « suis le gardien de mon frère ? » ( Gn 4,9), Caïn dit ce qu'est un frère. Cette fraternité est aussi hantise de la violence. bien peu fraternelle.
Ces valeurs chrétiennes sont plus particulièrement franciscaines car François les défendait d'autant plus qu'il avait connu ou été témoin de  leur contraire (la guerre contre Pérouse et vers Jérusalem, l'abondance comme fils d'un riche marchand, la domination des nobles, le servage et les injustices). Ces valeurs sont celles du mouvement et renvoient donc les unes aux autres.

## Histoire
L'Université catholique de Louvain possède, au sein des archives du monde catholique, un fonds constitué d'archives personnelles léguées par d'ancien Compagnons. L'inventaire est en ligne sur une période qui va jusqu'à 2019. La Bibliothèque franciscaine de Paris possède aussi un fonds constitué par les anciens numéros du journal interne du mouvement. Comme beaucoup de ce qu’on sait d’eux relève de témoignages oraux et comme on ne peut dissocier l'histoire de leurs débuts de l'histoire de leurs interlocuteurs en Allemagne, écrire sur leur genèse n'est pas facile. Un mémoire de Maitrise présenté en juin 1986 sous la direction de Monsieur Ladous et de Monsieur Gadille par Florence Denoix de Saint Marc est intitulé Joseph Folliet et les Compagnons de saint Francois1926-1958.

### 1927 - 1933
Le mouvement naît en France en 1927, pendant l’entre-deux-guerres.
Les trois fondateurs sont : René Beaugey, secrétaire général du Sillon catholique de Paris, le père Boulier, jeune jésuite lyonnais de l’Action populaire, et Joseph Folliet, lyonnais de 24 ans (né en 1903) étudiant au séminaire des Carmes de Paris. Mais c’est Folliet qui en devient vite sinon le chef du moins le « chansonnier général ».
L’idée était de former un groupe de jeunes pèlerins catholiques pour la Paix.Marc Sangnier était député d'un parti catholique français, La Ligue de la jeune République. Il souhaitait aussi trouver un terrain d'entente avec les chrétiens démocrates allemands.Il en avait convaincu Joseph Folliet. Grâce à René Beaugey, les premiers Compagnons de saint François se recrutèrent au sein d'un groupe parisien de prière du Sillon Catholique.
À une époque où certains Allemands théorisaient déjà sur les buts d'une guerre qu'ils souhaitaient, les fondateurs des Compagnons réfléchissent aux buts de l'association et à ses moyens d'action. Cette base théorique et pratique publiée dans de nombreux écrits servira à procurer une impulsion initiale qui a maintenu l'association en vie jusqu'à aujourd'hui. Car le monde rêvé, l'utopie de la paix universelle, n'est jamais atteint. Comme l'horizon, il semble s'éloigner au fur et à mesure qu'on avance.

### Une mission
La réconciliation franco-allemande devait faire que la Première Guerre mondiale soit la «der des ders.» La rencontre de personnes de nationalités différentes, notamment française et allemande, fut dès l'origine au cœur du mouvement.
De l’Internationale démocratique pour la paix, fût gardé l'objectif de «renouveler intérieurement les peuples».

### Des hommes
En 1926, eut lieu le sixième Congrès démocratique international pour la paix dans la propriété de Marc Sangnier à Boissy-la-Rivière.
Joseph Folliet et René Beaugey y observent les groupes de jeunesse allemands (Katholische Jugendbewegung) qui sont venus par troupe locale: (Quickborn- lycéens catholiques-8000 membres, Neudeutschland- étudiants catholiques, Wandervogel). Ils donnent naissance l'année suivante à un mouvement de jeunesse catholique, transnational, inédit en France; qui n'est ni un mouvement de scoutisme, ni un mouvement de patronage paroissial.
Un jeune Allemand de 21 ans, le futur abbé Franz Stock est présent dans le parc du château de Bierville. Franz Stock a un ami allemand qui y rejoint son correspondant français d'origine lyonnaise. C'est comme cela que Franz Stock rencontre le Lyonnais Joseph Folliet qui a alors 22 ans. Il va découvrir qu'il partage avec lui le désir de devenir prêtre (il vient de passer l'Abitur). Folliet l'entraine dans des maisons de campagne en France dès 1927 puis aux premières marches des Compagnons en France puis en Allemagne (organisées grâce aux contacts locaux de l'abbé Remilleux- 49 ans en 1931). Franz Stock a été membre du Quickborn (mouvement pour les lycéens catholiques) puis du Bund Neudeutschland (mouvement pour les étudiants catholiques) puis du Mouvement des catholiques allemands pour la paix (Friedensbund Deutscher Catholiken).
« Quand mon père m'a prénommé Franz, il pensait certainement à saint François d'Assise, mais Franz, c'est aussi "France". Je crois que ma vocation est inséparable de la France. Je vais demander à mon évêque de continuer mes études dans un séminaire français pour mieux travailler au rapprochement de nos peuples. ». En 1929, Franz Stock s'engage dans l'association des catholiques allemands pour la paix. En 1930, il participe au pèlerinage des Compagnons. En 1931, Franz Stock est le premier Allemand à faire sa promesse lors du pèlerinage vers le Luxembourg.

### Des moyens
Du Quickborn (branche catholique du Wandervogel) furent retenues les activités de randonnée, les rituels, les chansons folkloriques, la piété qui cimentent les jeunes entre-eux ainsi que la réforme liturgique:
« Le sentiment d’appartenir à une communauté reçut une nouvelle importance grâce à la liturgie : la messe célébrée en communauté, les efforts pour la communion fréquente et surtout le combat pour une nouvelle compréhension des symboles liturgiques furent théologiquement réfléchis et mis en pratique. Celui qui appartenait à l’un de ces groupements de jeunesse pouvait se considérer comme faisant partie de l’avant-garde du catholicisme allemand. »

### Briser la glace, la paix en vrai
Pour faire la paix, il faut être deux et la première rencontre de Marc Sangnier avec 150 jeunes Allemands lors du troisième congrès démocratique qui s'était tenu à Fribourg en 1923 avait laissé entrevoir la possibilité d'une main tendue qui ne serait pas repoussée : « Cet éveil de bonne volonté pacifiste, je savais bien qu’il existait, mais je croyais que l’immense majorité du peuple allemand, malgré la forme républicaine de la constitution actuelle, demeurait encore attachée aux vieilles conceptions pangermanistes et militaristes. J’ai été joyeusement surpris, comme par une suggestive révélation, lorsque, il y a quelques mois, au commencement d’août, à notre congrès international de Fribourg, je vis tout d’un coup surgir, ardente, généreuse, violente dans ses revendications de paix. » comme Marc Sangnier le dit à l'assemblée nationale,.
Cependant, le mouvement a eu du mal à prendre racine avant la seconde guerre mondiale.
En France, l'Allemagne n'avait pas bonne presse. «En effet, depuis 1870, l'Allemagne est l'ennemi héréditaire de la France.»
Le courant dominant chez les catholiques était comme dans tout le pays l'hostilité à l'Allemagne et donc aux Allemands à cause de la première guerre mondiale décidée par l'Allemagne et de ses victimes civiles y compris sur le sol national mais aussi la peur d'un voisin perçu comme menaçant économiquement. « Mais l’abbé Remillieux ne tirait pas de ses observations les mêmes conclusions que les autres observateurs français : son admiration ne se voilait pas de la peur de l'ennemi héréditaire, devenu la première puissance industrielle européenne, redoutable concurrent, dont l’impérialisme agressif inquiétait les intérêts de la France et de ses alliés. »
C'est pourquoi le désir de paix en France ne pouvait venir que d'une jeunesse qui n'avait pas connu la guerre.

### En Allemagne, un pacifisme qui est aussi à visée interne, sur la palette des mouvements catholiques militants qui cherchent à souder les catholiques sur un projet
En Allemagne la situation était bien différente. Le pacifisme catholique était déjà, en 1927, bien ancré du moins dans certaines régions :  
« Dans la République de Weimar, cependant, le Sauerland s'est imposé comme un bastion de l'«Association pour la paix des catholiques allemands », Friedensbund Deutscher Katholiken, dont les membres ont été marginalisés et persécutés à l'époque nazie. – Selon l'auteur du livre, „Friedenslandschaft Sauerland“ (204 pages; 15,49 Euro) les traditions régionales de paix sont perpétuées aujourd'hui, notamment par les élus locaux et autres habitants qui ont à cœur le bon accueil des réfugiés. Les représentants chrétiens du Heimatbund ont toujours insisté contre la droite sur le fait qu'il n'y a qu'une seule famille humaine sur terre.»
« L'adhésion à la FDK passa de 1 200 (1921) à environ 8 000 membres actifs et 40 000 membres corporatifs (1932). Ils étaient souvent issus de la jeunesse Kolping, de l'association catholique des jeunes hommes, du Jungen Zentrum (le Zentrum était l'un des partis politiques de la coalition au pouvoir), du cercle de travail de Quickborn ainsi que des associations catholiques de travailleurs. Le FDK devint ainsi la deuxième plus grande organisation pacifiste allemande de l'époque de Weimar, après la Deutsche Friedensgesellschaft (DFG). » La particularité des jeunes Allemands est d'appartenir à plusieurs mouvements de jeunesse à la fois dès lors qu'il y a un accord entre les dirigeants des mouvements sur le modèle de la fédération sportive mais sans l'aspect hiérarchique. L'association des catholiques allemands pour la paix n'était qu'une des organisations catholiques. À cette époque, après la séparation de l’Église protestante et de l'Allemagne sous la République de Weimar, les catholiques allemands, pas seulement les jeunes, appartenaient pour moitié à une organisation catholique chargée par le clergé de l'instruction et de la défense des intérêts des catholiques.Ces organisations se rencontrent une fois par an lors d'un congrès appelé Katholikentag, Le problème pour le mouvement des Compagnons de saint François est que ces mouvements sont pacifistes radicaux, ils prônent le désarmement, l'arrêt de la conscription en Allemagne, pas nécessairement le rapprochement avec la France, Ils abandonnent cette cause quand à la suite de Bierville c'est aux Français de venir en Allemagne, il n'y a que 80 Français à faire le voyage comparés aux milliers d'Allemands qui étaient venus à Bierville. À Bierville les Français avaient déjà refusé de se prononcer contre le désarmement et la conscription. Tout cela fait que les catholiques pacifistes allemands se détournent du rapprochement franco-allemand peu de temps après que l'idée ait éclose. Quant à l'idée de défendre la République, chère à Marc Sangnier et Joseph Folliet, pour certains catholiques il s'agit seulement d'exploiter un outil à leur disposition à un moment donné. Ils ne verraient pas d'inconvénients à un pouvoir temporel moins démocratique pourvu qu'il les laisse tranquille comme catholiques et ne les désavantage pas.

### Une base théorique et théologique
La cruauté de la Première Guerre mondiale avec les nouvelles armes et les pertes humaines avait rendue caduque et indéfendable le concept de la guerre juste.
Le 1er août 1917, Benoît XV avait proposé un plan de paix en cinq points.
Dans l'encyclique de 1920 Pacem, Dei munus pulcherrimum, est posée l'idée que pour garder la paix il faut arrêter de réprimer l'adversaire vaincu. Franz Stock avait étudié et médité cette encyclique quand il avait 16 ans.
Laurent Remilleux permettra aux Compagnons de se nourrir de la réflexion des intellectuels étrangers qu'il pouvait rencontrer: 
« À partir de 1928 lorsque les théologiens français, allemands et autrichiens se retrouvent en Suisse, à Montbarry, pour discuter de la guerre et de la paix, le père Remilleux, en compagnie des pères .... rencontre aussi le dominicain Franziscus Statmann qui vient de publier un livre pour faire connaître la position de l'Église (catholique)  sur ces sujets. »

### 1933-1945
Toute activité franco-allemande en Allemagne a été impossible après 1933 et l'arrivée des Nazis au pouvoir en Allemagne. Elle était risquée avant. Lors de la rencontre les Compagnons en Allemagne en 1931, sur le Borberg entre Olsberg et Brilon, des observateurs nazis s'étaient invités.
Un article dans la presse nationale lue à l'étranger, une ou deux personnes très motivées suffisent à susciter suffisamment d'intérêt autour d'elles pour créer le commencement d'une branche nationale dans des temps sans internet.
La branche belge qui avait fait le choix de la résistance a entièrement été décimé par déportation. Elle n'a jamais repris.

### 1945-1962
Branche française
En France, après la guerre, le mouvement a bénéficié le la notoriété de Joseph Folliet. Ses positions vis-à-vis du nazisme et de l'Allemagne avant la guerre, son attitude pendant la guerre ont fait qu'il a pu exercer son métier de journaliste et ses activités d'écrivain et de conférencier après la guerre.
Sa clairvoyance, basée sur les principes, et l'information (il est déjà journaliste) est d'autant plus remarquable qu'elle tranche avec les choix de son ami Marc Sangnier qui voulut sauver la paix à tout prix, quitte à inviter des nazis dans ses réunions sur la paix, attendant mars 1939 pour changer d'avis, ou bien l'acharnement de l'aumônier du mouvement, l'abbé Laurent Remilleux, à défendre les Allemands quels qu'ils fussent, républicains ou nazis, et quoi qu'il vit. Les avancées du régime de Vichy en matière religieuse pouvaient faire oublier la cruauté  dont il était témoin. Avec le concordat du 20 juillet 1933 avec le Vatican les nazis avaient également obtenu le silence pendant un an, après quoi ils n'en avaient plus tenu compte.
Pendant la guerre, Joseph Folliet est prisonnier en 1940, et libéré deux ans plus tard pour raisons de santé. Il rejoint alors la Résistance, participant à la diffusion de Témoignage chrétien et s'engageant dans le réseau Mitterrand des prisonniers de guerre. Résistant, il doit fuir quand il apprend que deux de ses amis, Gilbert Dru et Francis Chirat ont été exécutés place Belcourt à Lyon le 27 juillet 1944.
Le mouvement a également bénéficié des actions de la résistance qui avait uni une partie des Compagnons et de l'élan d'optimisme soutenu par les espoirs de la construction politique européenne que souhaitait aussi Le Vatican. (La Résistance a également bénéficié de la formation à l'autonomie et à l'entraide reçue dans tous les mouvements de jeunesse dont les Compagnons de saint François).
Le regard se portait sur les États-Unis, un pays religieux qui s'offrait en modèle et où la vieille démocratie (versus La Jeune République de Marc Sangnier) marchait (dans un système de bipartisme, il est vrai). La modernité, le futur c'était la démocratie. Le courant catholique traditionnel qui s'opposait fermement aux idées de Joseph Folliet, et donc au développement du mouvement, était devenu difficilement audible. Ce mouvement des catholiques vers la République est symbolisé lors de la prière de Charles de Gaulle à Notre Dame le 26 août 1944. Un évènement avait aussi été noté par le capucin Gratien en 1940 à l'occasion de la marseillaise chantée à Notre Dame de Paris le 1er août 1940: «Et dire qu'il y a 50 ans on s'anathémisait (insultait) entre catholiques pour ou contre la République. Le ralliement avec 50 ans de retard ! ».
Joseph Folliet ne dissocie pas son métier de journaliste à la défense de la démocratie.
Dans la période préconciliaire, le mouvement était aussi novateur et précurseur des apports de Vatican II. Ceci est dû que l'abbé Laurent Remilleux qui avait organisé la première route en Allemagne en 1931 avait fait de sa paroisse lyonnaise de saint Alban un bastion des Compagnons de saint Françoiset du renouveau liturgique.C'est au cours de ses nombreux voyages en Allemagne qu'il avait été initié au vent nouveau de la réforme liturgique.
« Dans un article consacré aux Compagnons de Saint-François et à leurs relations avec l’Allemagne, Régis Ladous a rappelé à son tour les liens tissés, grâce à Romano Guardini, « personnalité dominante » du « cercle dirigeant du Quickborn », entre le renouveau liturgique et son « milieu d’élection : la jeunesse ». Il revient sur la promotion « de la “messe communautaire”, de la messe dialoguée, en latin, entre l’officiant et les fidèles rassemblés devant lui – et complétée par des “paraliturgies” en allemand »
Ce vent nouveau pouvait attirer. Joseph Folliet avait aussi le statut d'intellectuel et pouvait rallier au mouvement des personnes qui le lisaient dans le journal La Vie Catholique ou l'écoutaient lors des Semaines sociales de France.
Les motivations à rejoindre le mouvement pouvaient donc être variées. Par la suite, la paix étant acquise, l'Union Européenne étant faite, le sentiment de l'urgence à participer à la construction d'un monde nouveau s'est probablement peu à peu perdu.

### 1962 et la période postconcilaire
La première route, vers le Mont Sainte-Odile,, rassemble 20 personnes mais le mouvement grandit rapidement. Au fil des années, les nationalités se sont diversifiées. Pour les néerlandais dès 1931, pour les belges en 1933, pour les anglais en 1937, pour les espagnols en 1970 et les suédois en 1946. Le mouvement n'est plus alors seulement masculin et des familles entières prennent la route et vivent la « spiritualité de la route ». Après Vatican II, d’autres confessions chrétiennes rejoignent les seuls catholiques. Le mouvement se veut dès lors œcuménique. Le premier pèlerinage partiellement œcuménique est décidé pour 1964. Sur les 350 pèlerins, répartis en douze bandes, 29 d'entre-eux composèrent la bande œcuménique.
La pratique du pèlerinage s'est faite selon les années selon la condition du participant: Moins de 17 ans dans "Les pré-compagnes et pré-compagnons", bandes de jeunes gens, bandes de jeunes filles, bandes des familles (branche jeunes foyers). Autre élément disparu, la promesse. Ainsi la promesse pour la bande contenait par exemple la demande d'enseigner à ses enfants l'amour de Dieu et l'amour de tous les hommes sans distinction de classe ou de race. Pendant un temps la participation au pèlerinage international fût subordonnée à l'invitation du gardien national. Le pèlerinage national restant ouvert à tous.

## Le mouvement aujourd'hui
En presque cent ans, le mouvement a bien changé. Et le contexte social aussi. Mais les Compagnons aspirent toujours à vivre l'amitié, à chercher à faire le lien entre leur foi et le monde qui les entoure pour rendre leur milieu de vie plus humain, plus spirituel, à vivre au sein d'une petite communauté pendant dix jours, image de la communauté universelle des chrétiens:   
Dans la collaboration lors de la vie quotidienne sur la Route itinérante, « ... les hommes de bonne volonté, ... ont découvert le vrai motif digne de les rapprocher : une consécration commune au service d'un même Seigneur.»
En 2020, le mouvement rassemblait 300 Compagnons dans six pays (Espagne, France, Belgique, Royaume-Uni, Allemagne, Pays-Bas, Suède) à jour de cotisation dont cent Français. Chaque Compagnons adhère a une branche nationale qui propose des marches nationales et locales.
Chaque branche nationale, juridiquement indépendante, organise des activités nationales et, à tour de rôle, une route internationale dans son pays pour laquelle les autres branches sont invitées. De plus, tous les dix ans, une route est organisée autour d'Assise (Italie) par ceux qui parlent italien dans chaque branche nationale. Nombre d'inscrits (venant des six pays) à la marche internationale d'été:  
- 2014 : 146 en 8 groupes
- 2019 :111 en 5 groupes
- 2022 : 69 en 5 groupes

Les Compagnons marchent par groupe mixtes œcuméniques de 20 par groupes de niveau (nombre de kilomètres par jour) selon des itinéraires différents, en boucle ou d'un point à un autre selon les années. Un centre fixe (Star-étoile ou famille) accueille les familles avec parents et jeunes enfants. Les familles aussi couchent sur le sol dans leur duvet (sans lits).
La défense de la paix entre nations européennes n'est bien sûr plus une question qui fait débat dans la société actuelle. Néanmoins, le mouvement offre un cadre pour vivre cette paix et, pour ceux qui partent pour la première fois à l'étranger, pour la découvrir.
Cependant le mouvement continue d'attirer car expérience unique proposée durant la route d'été, malgré la vie communautaire parfois pesante, rencontre des adeptes fidèles qui viennent seuls, en couple ou en famille. Mais la rudesse des conditions de vie, si elle est éducative, peut aussi décourager certains de revenir:
« La route proposée par les Compagnons de saint François est une éducation de la personnalité. Tout d'abord, elle est éducation de la volonté. En effet, il faut continuer à marcher malgré le froid, la tempête, la chaleur ou la fatigue. Ensuite, elle apprend à se supporter mutuellement. Le compagnon n'est pas seul, il est confronté à d'autres personnes différentes de lui. Enfin, le compagnon est amené à se dépouiller de tout ce qui est artifice en lui sur les routes, il ne peut se montrer que tel qu'il est, au plus profond de lui-même.»
La route d'été itinérante, avec ou sans voiture suiveuse selon les groupes, continue de conférer au mouvement son originalité. Elle entraîne une rupture avec les habitudes de vie et de confort, un chemin fraternel en partage avec d'autres, une démarche spirituelle dans un esprit de paix et de joie.
Les journées sont rythmées par la marche, la prière, un temps de discussion sur le thème d'année par sous-groupe de langue, le partage des tâches comme la cuisine, la veillée. Les moments informels durant les repas et les temps de marche contribuent également à la progression humaine et spirituelle de chacun et à une meilleure connaissance de nos voisins européens. Ainsi sont nés de solides amitiés et des couples binationaux.
Quakers, baptistes, anglicans, catholiques de rite romain, catholiques de rite chaldéen, luthériens, autres protestants ont un jour participé à un des pèlerinages.
On le voit, le mouvement continue de brasser les langues et les nationalités, mais aussi les confessions chrétiennes, les âges et les conditions sociales. L'objectif de «renouveler intérieurement les peuples» ultra minoritaire parmi les catholiques et totalement utopique dans le contexte des années 1930 a bien été atteint. Chaque année, le mouvement œuvre, à sa mesure, a ce qu'il le reste. Cependant, on voit bien qu'à chaque fois qu'un différend financier ou diplomatique survient entre pays européen, les citoyens s'en emparent, que certains préjugés restent parfois bien ancrés, révélant la fragilité et les limites de l'exercice:
« Le premier pèlerin noir des Compagnons de saint François fit son apparition, un peu timide, sur le quai de la gare de Lyon. ‘Alors, toi venir avec nous faire beau pèlerinage?’ questionna un aumônier bienveillant, sur un ton missionnaire. ‘Alors toi venir à Paris faire quoi ? Se résignant à parler français et sans vouloir offenser : ‘Pour préparer le concours d’entrée à l’École normale supérieure, Père’ (école où il n’entrera du reste jamais), répondit respectueusement l’apprenti pèlerin. »

## Les routes internationales
Elles sont la principale manifestation du mouvement.
| Année | Pays |
| ----- | --- |
| 2000  | Portugal                                                                                                   |
| 2001  | France |
| 2002  | Angleterre                                                                                                 |
| 2003  | Pays-Bas                                                                                                   |
| 2004  | Espagne |
| 2005  | Allemagne                                                                                                  |
| 2006  | Suède |
| 2007  | Italie |
| 2008  | France |
| 2009  | Royaume-Uni                                                                                                |
| 2010  | Pays-Bas                                                                                                   |
| 2011  | Espagne |
| 2012  | Allemagne / Suisse                                                                                         |
| 2013  | Suède |
| 2014  | France |
| 2015  | Angleterre                                                                                                 |
| 2016  | Lituanie (Kretinga, Monastère franciscain de l'Annonciation de Kretinga https://kretingospranciskonai.lt/) |
| 2017  | Italie |
| 2018  | Espagne (Picos de Europa vers Potes, Monastère franciscain Santo Toribio de Liébana)                       |
| 2019  | Allemagne (Coblence, Rhin romantique)                                                                      |
| 2020  | Suède (reportée 2021 cause pandémie COVID 19)                                                              |
| 2021  | Suède (annulé: vaccination ou test PCR négatif exigés aux frontières)                                      |
| 2022  | France (Bretagne)                                                                                          |
| 2023  | Pays-Bas (Oostburg)                                                                                        |
| 2024  | Espagne (Tarragone)                                                                                        |
| 2025  | Allemagne                                                                                                  |
| 2026  | Suède |
| 2027  | Italie (Assise)                                                                                            |
|       | |

## Les thèmes d'année
Tous les adhérents français et étrangers sont invités à proposer puis à voter pour un thème qui est lancé lors du week end de Pentecôte (chapitre international) pour un an. Il est décliné entre un texte général, des propositions d'activités réunies dans un livret de chapitre, des articles dans les revues propres à chaque branche et lors des différentes rencontres, locales, nationales, internationales. Pour l'anniversaire des 50 ans de la branche espagnole, fondée en 1972, celle-ci a publié un récapitulatif des thèmes en les regroupant de 1972 à 2020. Les thèmes suivants ont été ajoutés.

### Thèmes sociaux
La justice - La violence - Le pouvoir - La jeunesse notre futur - Les réfugiés - Les migrants, peuples en mouvement - Éthique dans la société - Le travail, le chômage et la solidarité - La pauvreté - Les femmes dans l’Église et dans la société 

### Thèmes autour de la paix et de la solidarité
Les pauvres de Yahvé - Les droits humains - Éduquer à la paix - l'Homme citoyen du monde - Globaliser la solidarité - La fraternité dans un monde global (la mondialisation économique) 

### Thèmes spirituels
Action et contemplation,la prière et la politique - La culture et la foi - Nous l’Église et le monde - Kairos, un temps prophétique, un moment opportun - Le dialogue œcuménique - Croyants et non-croyants - L'Espérance chrétienne 

### Thèmes écologiques
Respecter la vie - Le Cantique des Créatures de saint François - Ensemble sauvons la Création - La souveraineté alimentaire - La spiritualité, le cri de la Terre - L'eau 

### Thèmes autour de la figure de saint François d'Assise
Nous et saint François - Saint François notre malle pour la survie - Austérité et anti-consumérisme, la spiritualité de la Route - La fraternité franciscaine, nos relations aux autres 

### Thème autour de nos comportements psychiques
Le pardon et la réconciliation - La vie et la mort - Choisir ou ne pas choisir - La peur - La solitude - La joie de saint François - Être un successeur, qui est celui ou celle que je veux suivre?      

## Aumônier national et international
Tant que le mouvement a été catholique il a pu y avoir un aumônier national ou international. Ensuite il n'y en plus eu, le mouvement étant devenu œcuménique. De plus, les protestants sont moins familiers que les catholiques à l'organisation verticale et aux hiérarchies.
Le premier aumônier fût le père Boulier. Ce fut le P. Desbuquois, jésuite de l'Action populaire, qui leur a fourni leur premier aumônier, le P. Boulier.
Le second aumônier national fût l'abbé Laurent Remilleux (Joseph Folliet ne fût ordonné prêtre qu'à la fin de sa vie). Le père Remilleux accepta cette responsabilité en 1930 lors du retour du pèlerinage à Tamié (Savoie) alors que le groupe de marcheurs passait pas sa paroisse de Lyon.
Père Isaïe, Claude Furda (O.F.M. † 07/03/2017) aumônier national dans les années 60.
S'il n'y a personne qui occupe aujourd'hui le titre d'aumônier, le travail d'accompagnement se fait sans le titre.
Au niveau international, José Antonio Lobo, dominicain, premier gardien national espagnol et professeur de philosophie, a été responsable international des chapitres sans avoir le titre d'aumônier qui n'était plus occupé. (le mouvement est devenu œcuménique en 1964 et José Antonio Lobo a connu le mouvement en 1970). D'autres consacrés ont accompagné ou accompagnent le mouvement en participant aux activités ou en prenant en plus des responsabilités, y compris le service dominical suivant la liturgie quand ils la pratiquent habituellement: Un prêtre diocésain belge, un pasteur anglican, une laïque consacrée néerlandaise.

## Compagnons dont l'engagement dans le mouvement est cité
Outre les fondateurs, abbé Franz Stock, abbé Laurent Remilleux, Louisette Blanquart, Michel Chartier, Louis-Thomas Achille Claire Barwitzky, 
1. ↑  « Famille franciscaine », sur fraternite-franciscaine.fr (consulté le 10 mars 2021).
2. ↑  Pierre Moracchini, « Joseph Folliet, compagnon de saint François », sur Le Messager de Saint Antoine, 21 novembre 2022 (consulté le 17 décembre 2022).
3. ↑  « Ordre Franciscain Séculier », sur Fraternité Franciscaine (consulté le 17 décembre 2022).
4. ↑  Pierre Marrachini, ouvrage collectif, Les chrétiens, la guerre et la paix, Rennes, Presses Universitaires de Rennes, mars 2012, 372 p. (ISBN 978-2-7535-1805-6), « Une vie franciscaine à Paris sous l'occupation d'après les cahiers du père Gratien », page 330
5. ↑  Joseph Folliet, « Portrait du laïc franciscain » [PDF], sur Capucins de Clermont (consulté le 17 décembre 2022).
6. ↑  Couvent franciscain de Brive-la-Gaillarde, « Histoire de l’Ordre Franciscain Séculier » [PDF] (consulté le 17 décembre 2022), p. 18.
7. ↑  Fr. Frédéric-Marie, « Franciscains, pourquoi? Hier et Aujourd’hui… », sur Jeunes franciscains, 14 octobre 2020 (consulté le 17 décembre 2022).
8. ↑  « La Fraternité selon François d'Assise », sur Couvent des Franciscains de Paris, 27 octobre 2015 (consulté le 17 décembre 2022).
9. ↑  Jean-Philippe Pierron, « Suis-je (vraiment) le gardien de mon frère ? », sur CAIRN INFO, REVUE ETUDES, février 2016 (consulté le 17 décembre 2022), p. 55.
10. ↑  Regis Ladoux, « Des chrétiens pour la paix : Les Compagnons de Saint-François et l’Allemagne (1926-1945) », Chrétiens et société, juin 1999 (consulté le 25 janvier 2023).
11. ↑  Regis Ladous, « Des chrétiens pour la paix : Les Compagnons de Saint-François et l’Allemagne (1926-1945) », sur Chrétiens et sociétés, 6 | 1999, 133-156, 1999 (consulté le 9 novembre 2022).
12. ↑  Nadine-Josette Chalinne, Empêcher la guerre Le pacifisme du début du XIXe siècle au début de la seconde guerre mondiale, Amiens, Encrage Édition, octobre 2015, 250 p. (ISBN 9-782360-580613), page 172
13. ↑  « Les débuts des Compagnons de saint François », Église à Lyon n°11, 1994 (consulté le 25 janvier 2023).
14. ↑  Gabriel Racle, « La paix dans le monde: une utopie? », sur l-express.ca, 2014 (consulté le 10 novembre 2022).
15. ↑  Olivier Prat, « L’engagement des catholiques pour la paix (1906-1939) », sur ehne.fr, 23 juin 2020 (consulté le 10 mars 2021).
16. ↑  Olivier Prat, « L’engagement des catholiques pour la paix (1906-1939) », sur Encyclopédie d’histoire numérique de l’Europe, 23 juin 2020 (consulté le 10 mars 2021).
17. ↑  Le congrès international de la paix, Boissy-la-Rivière, L'Ouest Éclair, 17 août 1926, 1 p. (lire en ligne).
18. ↑  Mgr Jacques Perrier, ancien évêque de Chartres, Trois hommes de paix Robert Schuman, Edmond Michelet, Franz Stock, 91680 Bruyères-le-Chatel, Nouvelle Cité, janvier 2017, 173 p. (ISBN 978-2-8531-3875-8), p. 73
19. ↑  Mgr Jacques Perrier, Trois hommes de paix Robert Schuman, Edmond Michelet, Franz Stock, 91680 Bruyères-le-Châtel, Nouvelle Cité, janvier 2017, 173 p. (ISBN 978-2-8531-3875-8), p. 39
20. ↑  Julien Fuchs, Sébastien Stumpp, « Frontières politiques, frontières symboliques. La difficile implantation des associations sportivo-touristiques allemandes en Alsace avant 1914 », sur cairn.info, 2013 volume 3 (consulté le 10 mars 2021).
21. ↑  IKLK France Cercle International Karl Leisne, « Le journal de Karl, miroir d'une âme » (consulté le 10 novembre 2022).
22. ↑  Olivier Prat, histoire@politique, Paris, Revue électronique du centre d'histoire de Sciences Po, janvier - avril 2010 volume 10 (lire en ligne), page 4
23. ↑  Olivier Prat, « « La Paix par la jeunesse ». Marc Sangnier et la réconciliation franco-allemande, 1921-1939 », sur cairn.info, 2010/1 janvier-avril (consulté le 10 mars 2021).
24. ↑  Florence Denoix de Saint Marc, « J. Folliet et les Compagnons de St François de 1926 à 1958 » [PDF], sur Université Lyon 3, juin 1986 (consulté le 9 novembre 2022).
25. ↑  Natalie Malabre, « La passion d’un prêtre français pour l’Allemagne wilhelmienne », sur Chrétiens et société Dossier : entre paix et guerre, des catholiques français face à l’Allemagne, 1999 (consulté le 9 novembre 2022).
26. ↑  (de) Peter Bürger, « Zwei neue Sauerland-Bücher erschienen: Erster Band der Mundart-Lesebücher und eine Friedensgeschichte der Landschaft », sur schiebener.net, 14 décembre 2015 (consulté le 9 novembre 2022).
27. ↑  Friedensbund Deutscher Katholiken
28. ↑  Marie-Emmanuelle Reytier, « LES CATHOLIQUES ALLEMANDS ET LA RÉPUBLIQUE DE WEIMAR : LES KATHOLIKENTAGE 1919-1932 » [PDF], sur tel.archives-ouvertes.fr, juillet 2004 (consulté le 10 novembre 2022).
29. ↑  Jean Pierre Guérend, « Messe pour le 70e anniversaire de la mort du père Franz Stock », sur Église catholique à Paris, février 2018 (consulté le 25 janvier 2023).
30. ↑  Nadine-Josette Chalinne, Empêcher la guerre Le pacifisme du début du XIXe siècle au début de la seconde guerre mondiale, Amiens, Encrage Édition, octobre 2015, 250 p. (ISBN 9-782360-580613), p. 173
31. ↑  Olivier Prat, Les chrétiens, la guerre et la paix : Internationalisme et pacifisme chrétien, Rennes, Presses Universitaires de Rennes, mars 2012, 372 p. (ISBN 978-2-7535-1805-6), p. 313 à 315
32. ↑  Antoine Delery, Joseph Folliet, Lonrai, Cerf histoire, octobre 2003, 484 p. (ISBN 2-204-07270-2), p. 271
33. ↑  Pierre Moracchini, Les chrétiens, la guerre et la paix, Rennes, Presses Universitaires de Rennes, mars 2012, 372 p. (ISBN 978-2-7535-1805-6), p. 330
34. ↑  MALABRE Natalie, « Le religieux dans la ville du premier vingtième siècle (avant la note n°875) », sur Université Lyon 2, 2006 (consulté le 10 novembre 2022).
35. ↑  « A la recherche de l’extraordinaire du catholicisme paroissial lyonnais : Notre-Dame Saint-Alban comme modèle du renouveau liturgique ».
36. ↑  Régis Ladous (cité) note 404, « « Des chrétiens pour la paix : les Compagnons de Saint-François et l’Allemagne », Chrétiens et sociétés. XVIe – XXe siècles, Bulletin du Centre André Latreille (Université Lumière – Lyon 2) et de l’Institut d’Histoire du Christianisme (Université Jean Moulin – Lyon 3), 1999, n° 6, p. 133-157, p. 137-138 », 1999 (consulté le 10 novembre 2022).
37. ↑  d.nalis, « “L’actualité de Joseph Folliet, humaniste et apôtre du catholicisme social” – 15 novembre 2022, 19h00 », sur leprado-france.fr, 4 novembre 2022 (consulté le 9 novembre 2022).
38. 1 2  « Les compagnons de Saint-François sillonnent la Haute-Loire - Diocèse du Puy-en-Velay », sur catholique-lepuy.fr (consulté le 21 avril 2019).
39. ↑  « Musée du diocèse de Lyon », sur museedudiocesedelyon.com (consulté le 21 avril 2019).
40. ↑  Jan Van Der Putten, Les Compagnons de Saint-François Origine et croissance d'un mouvement international, L'Appel de la Route, 12 décembre 1991, 178 p., pages 73, 83, 99, 105, 109
41. ↑  Jan Van der Putten, Les Compagnons de saint François Origine et croissance d'un mouvement international, Bruxelles, L'Appel de la Route, 12 décembre 1991, 178 p., p. 100.
42. ↑  Louis-Thomas Achille, « Ce que je dois aux Compagnons de Saint-François », sur louisthomasachille.com, 2 juillet 2018 (consulté le 14 mars 2021).
43. ↑  Pape Pie XII, « Discours du pape Pie XII aux « Compagnons de saint François » », sur vatican.va, 6 août 1952 (consulté le 10 novembre 2022).
44. ↑  Florence Denoix de Saint Marc, « J. Folliet et les Compagnons de saint François de 1926 à 1958 » [PDF], sur Université Lyon 3, 1986 (consulté le 9 novembre 2022).
45. ↑  Louis Thomas Achille, « Ce que je dois aux Compagnons de Saint-François », sur louisthomasachille.com, 2 juillet 2018 (consulté le 10 novembre 2022).
46. ↑  (de) Bernd-Christoph Matern, « Gefährten des heiligen Franziskus durchquerten den Rhein-Lahn-Kreis bis nach Lahnstein », sur evangelisch-nassauer-land.de, 9. august 2019 (consulté le 10 mars 2021).
47. ↑  Ouest France édition de Saint-Malo, « La Fresnais. Les Compagnons de Saint François marchent pour la paix », sur Ouest France, 9 août 2022 (consulté le 10 novembre 2022).
48. ↑  Henri Hours, « Joseph Folliet et les débuts des Compagnons de Saint François », Eglise à Lyon, 1994, n°11, 1994 (consulté le 17 décembre 2022).
49. ↑  Régis Ladous, « Des chrétiens pour la paix : Les Compagnons de Saint-François et l’Allemagne (1926-1945) », Note n°5, 1995 (consulté le 29 janvier 2023).
50. ↑  « Dossier 4768 », Dictionnaire des Justes de France, sur Yad Vashem Institut International pour la mémoire de la Shoah, Fayard, février 2003 (ISBN 2-213-61435-0, consulté le 4 janvier 2023).
51. ↑  Nathalie Malabre, Le religieux dans la ville du premier vingtième siècle. La paroisse Notre-Dame Saint-Alban d’une guerre à l’autre (Thèse de doctorat d'histoire), Université Lyon 2, 2006, 937 p. (lire en ligne ), p. 763 niveau note 847